# Carneiro (Amarante)
Carneiro é uma povoação portuguesa do Município de Amarante que foi sede da extinta Freguesia de Carneiro, freguesia que tinha 8,47 km² de área e 311 habitantes (2011), e, por isso, uma densidade populacional de 36,7 hab/km². Foi inicialmente povoada pelo ano de 1220.
A Freguesia de Carneiro foi extinta em 2013, no âmbito de uma reforma administrativa nacional, tendo sido agregada às freguesias de Bustelo e Carvalho de Rei, para formar uma nova freguesia denominada União das Freguesias de Bustelo, Carneiro e Carvalho de Rei com sede em Bustelo.

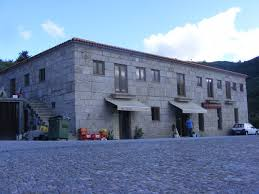
Amarante Carneiro Igreja Estalagem

## População

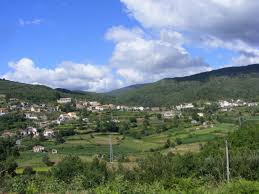

| População da freguesia de Carneiro | População da freguesia de Carneiro | População da freguesia de Carneiro | População da freguesia de Carneiro | População da freguesia de Carneiro | População da freguesia de Carneiro | População da freguesia de Carneiro | População da freguesia de Carneiro | População da freguesia de Carneiro | População da freguesia de Carneiro | População da freguesia de Carneiro | População da freguesia de Carneiro | População da freguesia de Carneiro | População da freguesia de Carneiro | População da freguesia de Carneiro |
| ---------------------------------- | ---------------------------------- | ---------------------------------- | ---------------------------------- | ---------------------------------- | ---------------------------------- | ---------------------------------- | ---------------------------------- | ---------------------------------- | ---------------------------------- | ---------------------------------- | ---------------------------------- | ---------------------------------- | ---------------------------------- | ---------------------------------- |
| 1864                               | 1878                               | 1890                               | 1900                               | 1911                               | 1920                               | 1930                               | 1940                               | 1950                               | 1960                               | 1970                               | 1981                               | 1991                               | 2001                               | 2011                               |
| 401                                | 432                                | 442                                | 441                                | 486                                | 551                                | 464                                | 608                                | 615                                | 527                                | 466                                | 458                                | 407                                | 354                                | 311                                |

| Distribuição da População por Grupos Etários | Distribuição da População por Grupos Etários | Distribuição da População por Grupos Etários | Distribuição da População por Grupos Etários | Distribuição da População por Grupos Etários | Distribuição da População por Grupos Etários | Distribuição da População por Grupos Etários | Distribuição da População por Grupos Etários | Distribuição da População por Grupos Etários | Distribuição da População por Grupos Etários |
| -------------------------------------------- | -------------------------------------------- | -------------------------------------------- | -------------------------------------------- | -------------------------------------------- | -------------------------------------------- | -------------------------------------------- | -------------------------------------------- | -------------------------------------------- | -------------------------------------------- |
| Ano                                          | 0-14 Anos                                    | 15-24 Anos                                   | 25-64 Anos                                   | > 65 Anos                                    |                                              | 0-14 Anos                                    | 15-24 Anos                                   | 25-64 Anos                                   | > 65 Anos                                    |
| 2001                                         | 83                                           | 55                                           | 160                                          | 56                                           |                                              | 23,4%                                        | 15,5%                                        | 45,2%                                        | 15,8%                                        |
| 2011                                         | 52                                           | 48                                           | 146                                          | 65                                           |                                              | 16,7%                                        | 15,4%                                        | 46,9%                                        | 20,9%                                        |